# Корма A
Корма A (лат. Puppis A) — залишок наднової, розташований у сузір'ї Корми, на відстані близько 7000 світлових років. Витративши всі запаси легких елементів таких водень, гелій і вуглець, життєвий цикл зорі підійшов до кінця і вона вибухнула надновою. Сталося це близько 10 700 років тому. Через велику відстань, спалах наднової можна було спостерігати із Землі 3700 років тому. У нічному небі зоря мала перевершити за яскравістю повний місяць.
Учені підкреслюють, що вибух наднової Puppis A був неймовірно потужним і епічною: зірки, планети та інші космічні об'єкти, що знаходяться у відносній близькості (до декількох світлових років) від епіцентру були миттєво знищені вибуховою хвилею, в рідній галактиці спалах наднової затьмарила собою світло всіх інших зірок[джерело?]. Газопилова туманність, утворена на місці вибуху, досягає 10 св. років у діаметрі.
Наднова добре досліджена шляхом спільної роботи трьох передових телескопів світу: рентгенівських орбітальних обсерваторій «Чандра» і XMM-Newton, а також космічного інфрачервоного телескопа «Спітцер».